# Human
Human е четвърти студиен албум на американската дет метъл група Death. Издаден е на 22 октомври 1991 г. от Combat Records.

## Обща информация
„Human“ е сред влиятелните екстремни албуми, според Джеф Уогнър и неговата книга за прогресив метъла от 2010 г. – „Mean Deviation“. Той е сред най-продаваните албуми на Death, като до 1995 г. са продадени 100 000 копия в САЩ. „Guitar World“ го класира на 82-ро място сред 100-те най-китарни албуми на всички времена. До 2008 г. „Human“ продава над 600 000 копия по света.
През 2011 г. е преиздаден от Relapse Records.

## Състав
- Чък Шулдинър – вокали и китара
- Пол Мъсвидейл – китара
- Стив Диджорджо – бас
- Шон Райнърт – барабани

## Песни
| 1.    | Flattening of Emotions         | 4:28 |
| 2.    | Suicide Machine                | 4:23 |
| 3.    | Together as One                | 4:10 |
| 4.    | Secret Face                    | 4:39 |
| 5.    | Lack of Comprehension          | 3:43 |
| 6.    | See Through Dreams             | 4:39 |
| 7.    | Cosmic Sea (инструментал)      | 4:27 |
| 8.    | Vacant Planets                 | 3:52 |
| 9.    | God of Thunder (кавър на Kiss) | 4:00 |
| 38:21 |                                |      |